# Terra Indígena de Areões
A Terra Indígena de Areões é uma reserva natural indígena brasileira, habitada pelos Xavantes.
Localiza-se no município de Nova Nazaré, no estado do Mato Grosso, as margens do rio das Mortes, a uma distância de 740 quilômetros da capital do estado, Cuiabá. Possui uma área total de 218.515 hectares e uma população de 832 pessoas, segundo dados de 2002. Inscreve-se na bacia hidrográfica do rio Araguaia e é margeada pela BR-158.
A reserva foi demarcada em 1996 e homologada a 2 de outubro deste mesmo ano.